# قطعه تکثیر
قطعه تکثیر یا پروپاگول (به انگلیسی: Propagule) به بخشی از گیاه، مانند جوانه‌ها یا شاخه‌های جانبی گفته می‌شود که در گیاه‌افزایی به صورت غیرجنسی کاربرد دارند. قطعه تکثیر بخشی از یک موجود زنده است که قادر به تولید موجود جدید دیگری است. گاه بر اثر فعالیت یکی از سلول‌های سطحی تال اندمی کیسه‌ای شکل یا زنبیل انند که درون آن اجسام کوچکی به نام پروپاگول وجود دارد روی تال به وجود می‌آید.
قطعه تکثیر جسمی تقریباً کروی است که از چند سلول کلروفیل‌دار و محتوی مواد اندوخته‌ای و مواد غذایی و به خصوص چربی به مقدار فراوان ساخته می‌شود. در سطح پروپاگول‌ها دو نقطهٔ رویشی وجود دارد. اگر شرایط مساعد باشد قطعه‌های تکثیر به وسیلهٔ یک یا هر دو نقطهٔ رویشی تندیده بیرون آمده، به رشد خود ادامه می‌دهند. به علاوه ضمایمی در سطح پروپاگول وجود دارد که در هوای مرطوب آب جذب کرده، متورم و ژله‌ای می‌شود. افزایش و ازدیاد فشار در این ضمایم به حدی می‌رسد که سبب کند شدن و پرتاب آن‌ها به خارج می‌شود.
قطعه‌های تکثیر پس از قرار گرفتن در زمین مرطوب تا دو روز تندیده، ابتدا ریزوئید و سپس تال جدیدی را به وجود می‌آورند.